# Музей-квартира Геннадия Красильникова
Музей-квартира Г. Д. Красильникова — музей, посвящённый памяти крупнейшего удмуртского прозаика второй половины XX века Г. Д. Красильникова. Расположен в мемориальной квартире пятиэтажного жилого дома по адресу Ижевск, ул. Максима Горького, дом 45, квартира 18. Открыт в 1989 году в честь 100-летия удмуртской литературы. Является литературным филиалом Национального музея Удмуртской Республики имени Кузебая Герда.

## О музее
В этой квартире пятиэтажного дома 1950-х годов постройки писатель с семьёй проживал с 1964 по 1975 год. Сюда он переехал из Алнаши в связи с избранием Красильникова на пост председателя Союза писателей Удмуртии.
Был создан в 1989 году по инициативе вдовы писателя Зинаиды Степановны Красильниковой (1923–2001) и Союза писателей Удмуртии. Открыт в октябре 1989 года в честь 100-летия удмуртской литературы.  
Экспозиция знакомит посетителя с жизнью и творчеством Геннадия Красильникова. Условно она поделена на три периода: писатель в Алнаши, в Ижевске и в Москве.
Основа экспозиции — личные вещи и предметы быта прозаика и его семьи. Сотрудники музея воссоздавали интерьер комнат по семейным фотографиям Красильниковых. В его рабочем кабинете стоит стол с лампой, пепельницей, очками и печатной машинкой. В одной из витрин выставлены одежда и обувь писателя.